# Bahnversicherungsanstalt
Die Bahnversicherungsanstalt (BVA) war ein Träger der gesetzlichen Rentenversicherung in Deutschland in der Rechtsform einer Körperschaft des öffentlichen Rechts.
Die Ursprünge der Bahnversicherungsanstalt (BahnVA) – mit Sitz in Frankfurt am Main – liegen in den Versorgungskassen für die Werkstätten- und Betriebsarbeiter der Eisenbahn.
Seit 1891 existierte die Pensionskasse für die Arbeiter der Preußischen Staatseisenbahnverwaltung, die in zwei Abteilungen aufgeteilt war:
- Abt. A: für die gesetzliche Alters- und Invaliditätsversicherung
- Abt. B: für zusätzliche Rentenleistungen (an Hinterbliebene, Sterbegeld usw.)

Am 1. Januar 1935 wurde mit der Reichsbahnversicherungsanstalt ein einheitlicher Rentenversicherungsträger für alle Reichsbahn-Arbeiter geschaffen, der nach dem Zweiten Weltkrieg als Bundesbahn-Versicherungsanstalt firmierte. Mit der Errichtung der Deutschen Bahn AG zum 1. Januar 1994 wurde die bundesunmittelbare Körperschaft des öffentlichen Rechts in Bahnversicherungsanstalt umbenannt.
Die BahnVA war Träger der gesetzlichen Rentenversicherung und der Zusatzversorgung für die Arbeiter und Angestellten der Deutschen Bahn AG und deren ausgegliederter Unternehmen sowie dem Bundeseisenbahnvermögen. Außerdem war sie für die Beschäftigten der Wasser- und Schifffahrtsverwaltung des Bundes sowie der Länder Bremen, Niedersachsen, Nordrhein-Westfalen, Rheinland-Pfalz und Schleswig-Holstein zuständig.
Im Rahmen der Organisationsreform in der gesetzlichen Rentenversicherung, die zum 1. Oktober 2005 in Kraft trat, gingen die Rentenversicherungsträger BahnVA und Seekasse in der Bundesknappschaft unter dem Namen Deutschen Rentenversicherung Knappschaft-Bahn-See auf.